# Altreformierte Kirche (Campen)

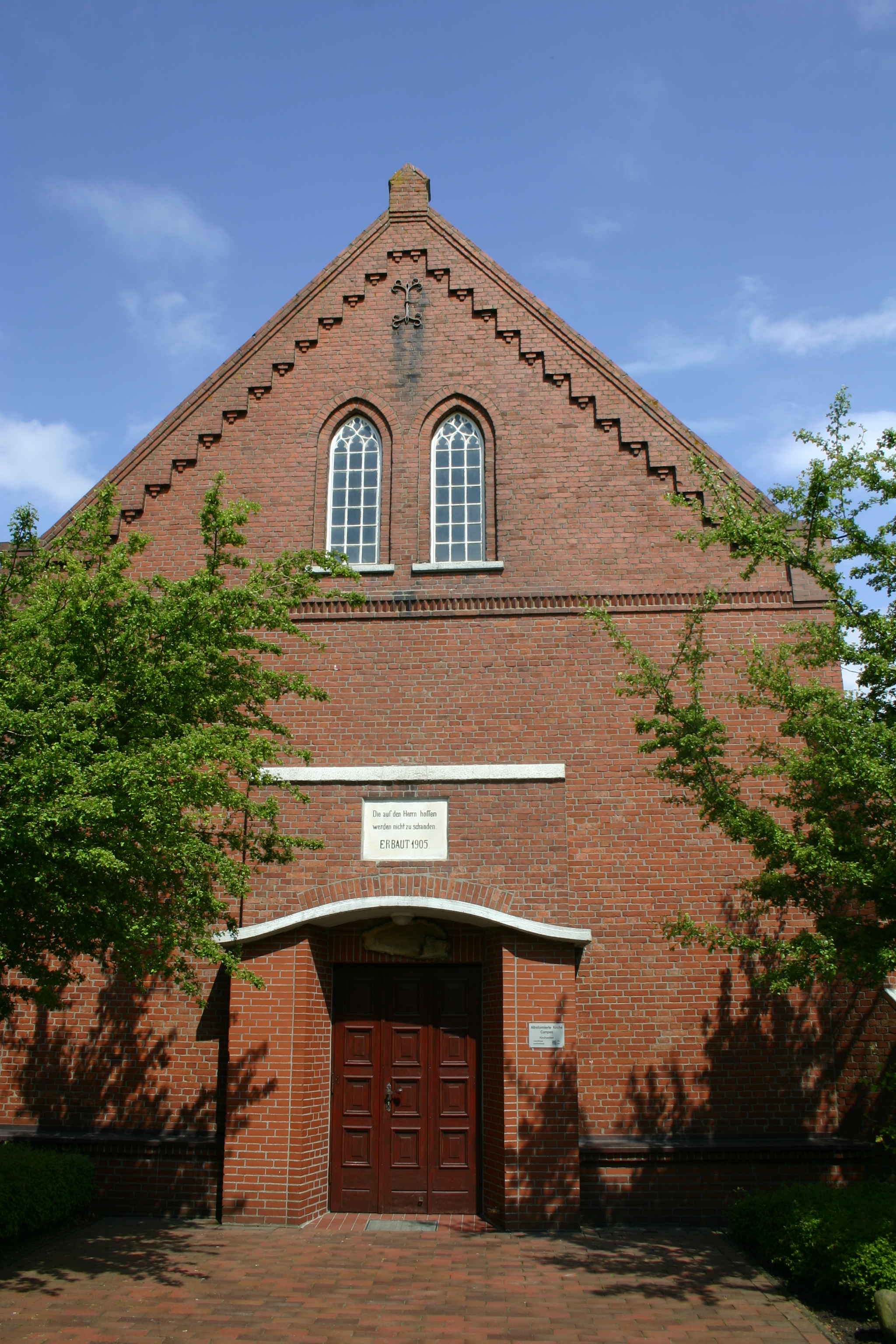
Altreformierte Kirche in Campen

Die Altreformierte Kirche in Campen in der Krummhörn (Ostfriesland) wurde im Jahr 1905 im neugotischen Stil gebaut.

## Geschichte und Baubeschreibung

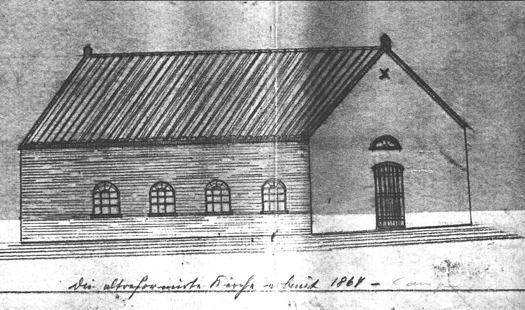
Strichzeichnung der ersten Kirche von 1866

Die altreformierten Kirchengemeinden entstanden aus einer Abspaltungsbewegung von der Reformierten Kirche. Die Gemeinde in Campen ist die erste altreformierte Kirche Ostfrieslands und verdankt ihre Entstehung im Jahr 1854 maßgeblich dem Landwirt und Laienprediger Heye Gossen Heikens (1806–1884). 1848 trat Heikens mit einer ersten Predigt auf. 1851 erregten seine katechetischen Schriften Aufsehen und es entstanden erste gedruckte Predigten. Als zu seinen Bibelstunden immer mehr Zuhörer stießen und der private Versammlungsraum zu klein wurde, wurde 1866 eine kleine Kirche gebaut. Auf einer Strichzeichnung aus dem Baujahr ist eine schlichte Einraum-Saalkirche mit Satteldach und vier seitlichen Rundbogen-Fenstern erkennbar.
Am Standort der alten Kirche wurde im Jahr 1905 das heutige Gebäude als Saalkirche mit Satteldach auf rechteckigem Grundriss errichtet. Das im neugotischen Stil erbaute Gotteshaus weist in den Giebeln je zwei kleine Spitzbogenfenster, an den Längsseiten je drei größere und an der Rückseite der Kirche zwei kleinere spitzbogige Fenster auf. In einem Dachreiter befindet sich eine kleine Glocke. An den Gebäudeecken und zwischen den seitlichen Fenstern stützen Strebepfeiler das Gebäude.
Nachdem die Gemeinde im Jahr 1901 ein ehemaliges Gasthaus als Pastorat erworben hatte, wurde 1959 an der Stelle des Vorgängerbaus ein neues Pfarrhaus errichtet. An das Pastorat wurde 1977 ein Gemeindehaus angebaut. Am 31. Dezember 2014 hatte die Gemeinde 201 Mitglieder. Zu Beginn des Jahres 2015 fusionierte sie mit der Gemeinde in Emden, die 71 Mitglieder umfasste.
Nachdem die Pfarrstelle in Campen mehr als 2,5 Jahre vakant blieb, steht die Kirche seit 2023 zum Verkauf.

## Ausstattung

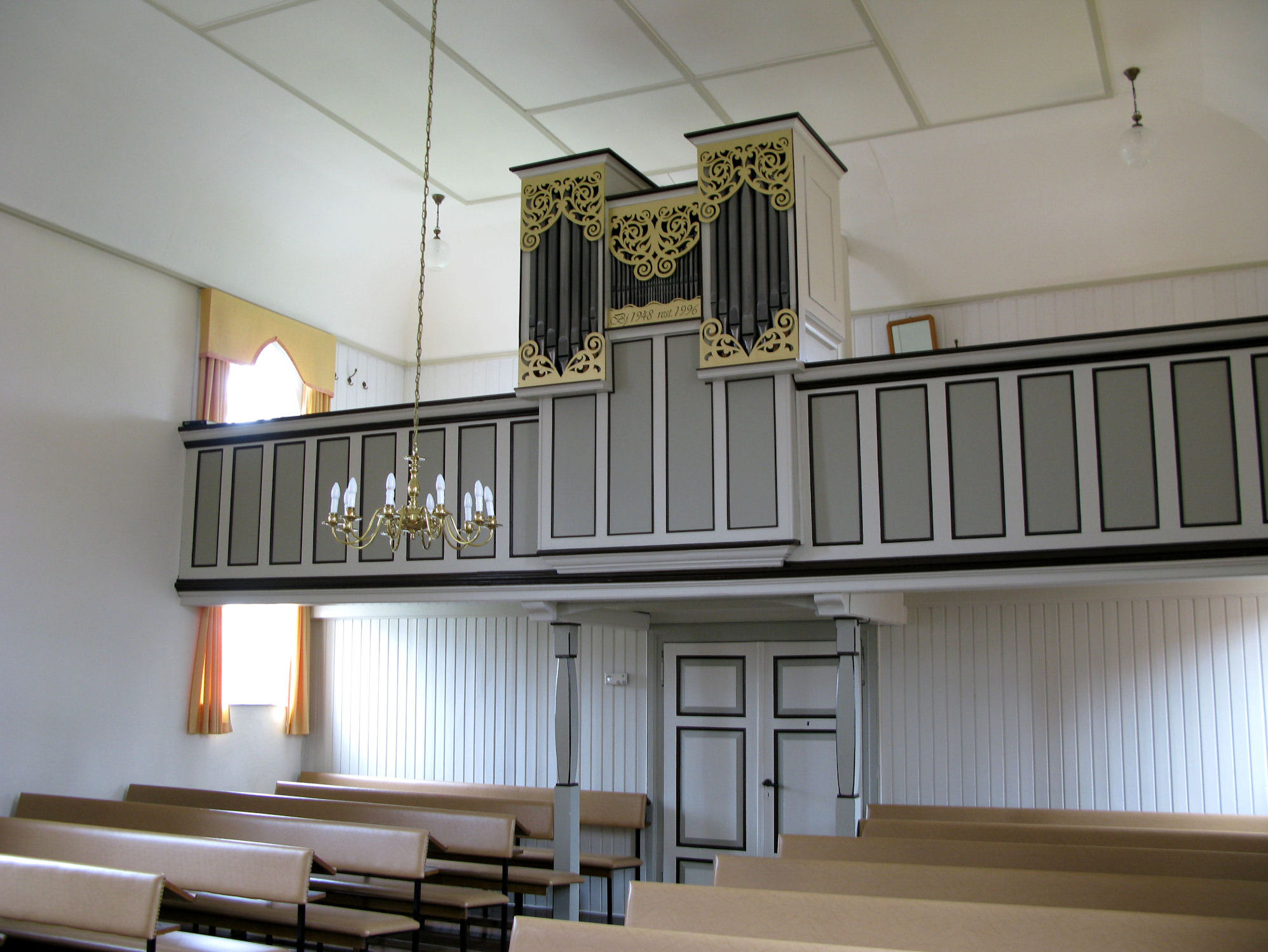
Ott-Orgel (1948)

Das Kircheninnere ist schlicht gestaltet. Die alte sechseckige Holzkanzel an der Westwand mit Schalldeckel wurde entfernt und durch eine leicht erhöhte offene Kanzel in der nordwestlichen Ecke ersetzt. Auch das alte hölzerne Kirchengestühl mit Türen wich modernen Sitzbänken, die auf den neuen Standort der Kanzel ausgerichtet wurden. Auf der Orgelempore befindet sich eine Orgel der Firma Paul Ott aus dem Jahr 1948. Ursprünglich verfügte die Brüstungsorgel über neun Register auf einem Manual und angehängtem Pedal. Seit der Renovierung durch Bartelt Immer (1995/96) weist sie noch sechs Register auf. Seit 2004 wird für die Schriftlesungen ein neues kanzelartiges Lesepult aus Holz verwendet, das Heye Mollema aus Emden schuf.